# هوگو کوبلت
هوگو کوبلت (تلفظ [ˈhu:ɡo ˈko:blɛt]؛ ۲۱ مارس ۱۹۲۵-۶ نوامبر ۱۹۶۴) رکابزن حرفه‌ای اهل سوئیس بود که در رشتهٔ دوچرخه‌سواری جاده و پیست فعالیت می‌کرد. او توانست در سال ۱۹۵۰ برندهٔ جیرو دیتالیا و در سال ۱۹۵۱ برندهٔ تور دو فرانس شود. همچنین پیروزی‌هایی در مسابقات تعقیبی و شش‌روزهٔ پیست به دست آورد. او جمعاً ۷۰ پیروزی در دوران فعالیت حرفه‌ای خود کسب کرد. کوبلت بر اثر تصادف با خودرو کشته شد؛ هرچند که گمان‌هایی در مورد خودکشی او وجود داشت.

## آغاز فعالیت
هوگو کوبلت فرزند دو نانوا در زوریخ بود. او با مادر و برادر بزرگش زندگی می‌کرد. برادرش نان و کیک می‌پخت و وظیفهٔ هوگو جارو کردن کف و تحویل محصولات با دوچرخه بود. در ۱۷ سالگی نانوایی را ترک کرد و به عنوان شاگرد مکانیک در پیست اورلیکون در همان شهر مشغول به کار شد. نخستین مسابقهٔ کوبلت، یک سربالایی تپه‌ای ۱۰ کیلومتری بود که در آن برنده شد. این پیروزی، توجه لئو آمبرگ که از رکابزنان مشهور تور دو فرانس بود و نایب قهرمان تور سوئیس شده‌بود، جلب کرد. با اصرار آمبرگ، کوبلت در مسابقات پیست شرکت کرد و در سال ۱۹۴۵ قهرمان تعقیبی آماتور سوئیس شد. او در سال ۱۹۴۶ حرفه‌ای شد و برندهٔ مسابقات شش‌روزهٔ نیویورک و شیکاگو شد. او در سال‌های ۱۹۴۷ تا ۱۹۵۴ قهرمان مسابقهٔ تعقیبی سوئیس شد. در مسابقات قهرمانی جهان نیز در سال ۱۹۴۷ سوم و در سال‌های ۱۹۵۱ و ۱۹۵۴ دوم شد.

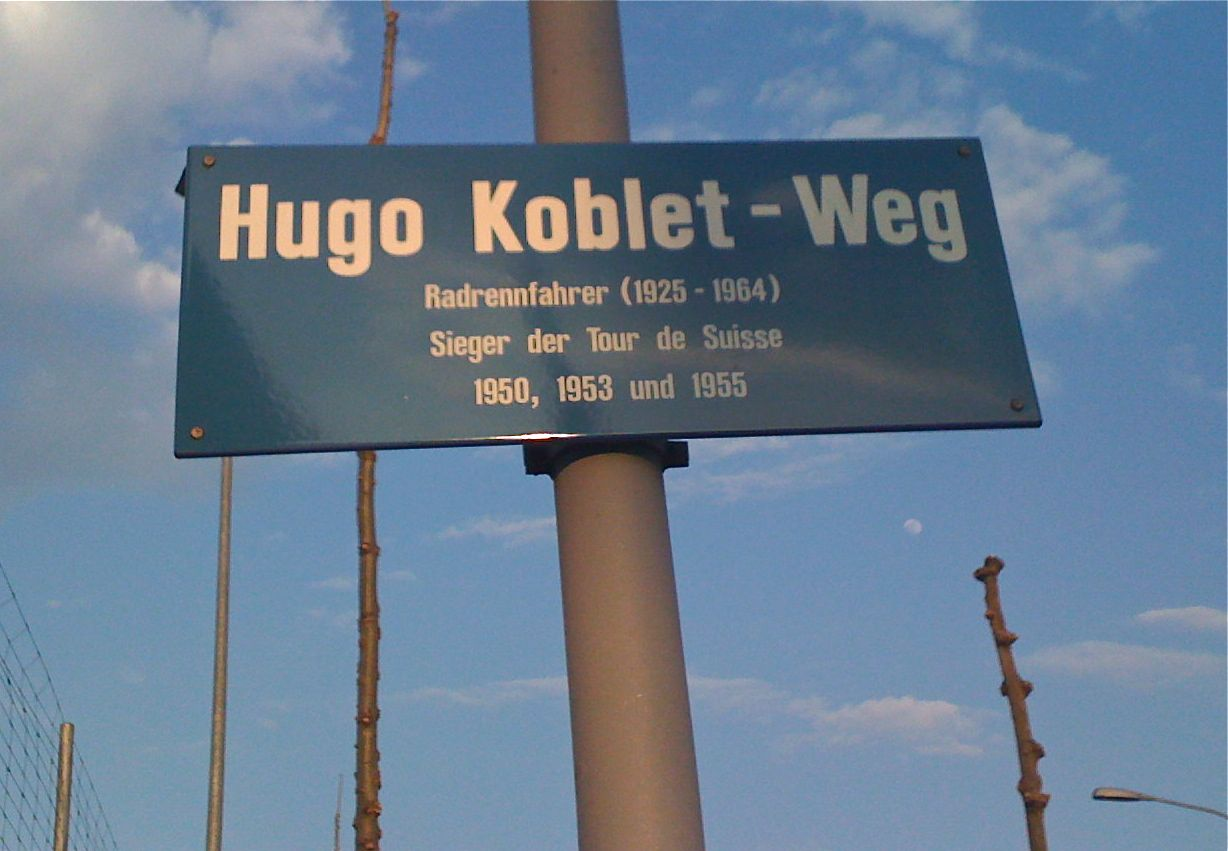
جاده پیست اورلیکون در زوریخ به نام هوگو کوبلت

## موفقیت حرفه‌ای
کوبلت در سال ۱۹۵۰ برندهٔ مسابقات قهرمانی جادهٔ سوئیس شد. همچنین نخستین رکابزن غیر ایتالیایی شد که برندهٔ جیرو دیتالیا شده‌است. در سال ۱۹۵۱ نیز فائوستو کوپی را شکست داد و برندهٔ جایزه بزرگ ملل شد. مهمترین پیروزی او در همان سال در تور دو فرانس ۱۹۵۱ به دست آمد. کوبلت ابتدا برندهٔ تایم تریل انفرادی مرحلهٔ هفتم شد و خود را تا رتبهٔ سوم رده‌بندی اصلی بالا کشید. سرعت او به اندازه‌ای بالا بود که ۱۲ رکابزن به دلیل تجاوز از زمان مجاز، حذف شدند. در مرحلهٔ ۱۱ در فاصلهٔ ۱۳۵ کیلومتری خط پایان فرار کرد و پیشتاز شد. گروه قدرتمندی از سرشناس‌ترین رکابزنان هم‌دوره شامل کوپی، جینو بارتالی، لویزون بوبه، فیورنتسو مانی، رافائل ژمینیانی و ژان روبیک او را تعقیب کردند؛ ولی توانست برتری خود را افزایش دهد و با اختلاف بیش از سه دقیقه، برنده شود و فاصلهٔ خود با رهبر مسابقه را به ۳ دقیقه کاهش دهد. این مرحله، یکی از بزرگترین مسابقات تاریخ دوچرخه‌سواری بود. در دو مرحلهٔ بعد، دوباره کوبلت از صدر دور شد و تا پایان مرحلهٔ ۱۳ عقب‌ماندگی او به نزدیک ۱۳ دقیقه رسید. عملکرد درخشان بعدی کوبلت در مرحلهٔ ۱۴ نمایش داده شد. با وجود این که چرخش در سربالایی تورماله پنچر شد، توانست به رقابت برگردد و جلوتر از فائوستو کوپی با فاصلهٔ قابل توجهی از سایر رقیبان از خط پایان بگذرد و افزون بر کسب سومین پیروزی مرحله‌ای خود، پیراهن طلایی را به دست آورد. سپس در مرحلهٔ ۱۶ پیروز شد و برتری خود را افزایش داد؛ به گونه‌ای که با نفر سوم بیش از ۸ دقیقه فاصله داشت. در مرحلهٔ ۲۰ که کوهستانی بود و به گردنهٔ ایزور ختم می‌شد، کوبلت سوم شد و برتری خود نسبت به سایر رقیبان را به حدود ۱۰ دقیقه افزایش داد. آخرین نمایش قدرت کوبلت، تایم تریل ۹۷ کیلومتری مرحلهٔ ۲۲ بود. او توانست مسیر را در ۲ ساعت و ۳۹ دقیقه و ۴۵ ثانیه طی کند که نزدیک ۵ دقیقه سریع‌تر از نفر دوم بود. حتی توانست از بارتالی که ۸ دقیقه پیش از او مسابقهٔ خود را آغاز کرده‌بود بگذرد. در پایان این مرحله، برتری کوبلت بر ژمینیانی به ۲۲ دقیقه رسید.

## زوال و مرگ
کوبلت مردی خوش‌اندام بود که شهرتش باعث جذب زنان زیبا و تغییر سبک زندگی او می‌شد؛ به گونه‌ای که بر فعالیت حرفه‌ای کوبلت اثر داشت. به گفتهٔ رنه دلاتور، کوبلت هیچ دشمنی نداشت، لبخند محبت‌آمیز او که از عمق درونش می‌آمد و کینه‌ای از هیچ کس نداشت. این شخصیت او در میان کسانی که در سطح بالا مسابقه می‌دادند، نادر بود؛ زیرا مبارزات فیزیکی شدید باعث ایجاد حسادت و مشاجره می‌شود.
کوبلت هرگز نتوانست در سطحی مشابه تور ۱۹۵۱ رکاب زند. به تدریج توانایی خود در سربالایی‌ها را از دست داد و حتی نمی‌توانست از کوچک‌ترین تپه‌ها بگذرد. گفته می‌شد که سفر او به مکزیک، یکی از دلایل این افت بوده‌است. کوبلت پس از تور دو فرانس ۱۹۵۱ به مکزیک دعوت شد تا در کنار رکابزنان آماتور مکزیکی مسابقه دهد. در هوای بسیار گرم، کوبلت مسیر ۲۰۰ کیلومتری را به تنهایی رکاب زد. مدتی پس از بازگشت، کارایی او به تدریج کاهش یافت. او به چند متخصص مراجعه کرد و دوره‌های درمان را طی کرد؛ ولی موفقیتی به دست نیاورد.
افزون بر تور دو فرانس، کوبلت بر سکوی دوم جیروی ۱۹۵۱ و ۱۹۵۲ ایستاد و در سال ۱۹۵۸ بازنشسته شد.
شش سال بعد، کوبلت در ۳۹ سالگی و ۴ روز پس از تصادف رانندگی درگذشت. چنین گمان می‌شد که خودکشی کرده‌است. کوبلت ولخرج و بدهکار بود. به دلیل فرار مالیاتی تحت تعقیب بود و ازدواجش به شکست انجامیده بود. شاهدی ادعا کرد که کوبلت سوار بر آلفا رومئوی سفید خود میان زوریخ و اسلینگن در حال عبور بود. از یک درخت گلابی گذشت و سپس دور زد و برگشت. پس از این که برای سومین بار دور زد، مستقیماً به درخت کوبید.

## زندگی شخصی
کوبلت در سال ۱۹۵۳ با مدلی ۲۲ ساله ازدواج کرد. آنان ویلایی در فورچ خریدند که منظر آن، دریاچهٔ زوریخ بود. پیرلی و آلفا رومئو او را در آمریکای جنوبی استخدام کردند؛ ولی کوبلت در حالی با همسرش برگشت که ناامید و گیج بود. در نهایت از همسرش جدا شد و به آپارتمانی در نزدیکی پیست اورلیکون رفت.
کوبلت همواره در زمان مسابقه، یک شانه و یک بطری ادکلن با خود حمل می‌کرد. گاهی پیش از خط پایان موهای خود را شانه می‌کرد و همواره پیش از ملاقات با عکاسان، صورتش را تمیز می‌کرد.

## نتایج در گرند تورها
|                 | ۱۹۵۰    | ۱۹۵۱    | ۱۹۵۲    | ۱۹۵۳      | ۱۹۵۴      | ۱۹۵۵    | ۱۹۵۶    |
| جیرو دیتالیا    | ۱       | ۶       | ۸       | ۲         | ۲         | ۱۰      | نرفت    |
| پیروزی در مراحل | ۲       | ۱       | ۰       | ۱         | ۲         | ۱       | —       |
| رده‌بندی کوهستان | ۱       | بی‌رتبه  | بی‌رتبه  | بی‌رتبه    | بی‌رتبه    | بی‌رتبه  | —       |
| رده‌بندی امتیازی | ناموجود | ناموجود | ناموجود | ناموجود   | ناموجود   | ناموجود | ناموجود |
| تور دو فرانس    | نرفت    | ۱       | نرفت    | ناتمام-۱۰ | ناتمام-۱۳ | نرفت    | نرفت    |
| پیروزی در مراحل | —       | ۵       | —       | ۰         | ۰         | —       | —       |
| رده‌بندی کوهستان | —       | ۳       | —       | —         | بی‌رتبه    | بی‌رتبه  | —       |
| رده‌بندی امتیازی | ناموجود | ناموجود | ناموجود | —         | بی‌رتبه    | بی‌رتبه  | —       |
| ووئلتا اسپانیا  | نرفت    | ناموجود | ناموجود | ناموجود   | ناموجود   | نرفت    | ناتمام  |
| پیروزی در مراحل | —       | ناموجود | ناموجود | ناموجود   | ناموجود   | —       | ۱       |
| رده‌بندی کوهستان | —       | ناموجود | ناموجود | ناموجود   | ناموجود   | —       | بی‌رتبه  |
| رده‌بندی امتیازی | ناموجود | ناموجود | ناموجود | ناموجود   | ناموجود   | ناموجود | ناموجود |

| ۱        | برنده                               |
| ۲–۳      | سه نفر اول                          |
| ۴–۱۰     | ده نفر اول                          |
| ۱۱–      | گذر از خط پایان                     |
| نرفت     | در مسابقه شرکت نکرد                 |
| ناتمام-x | به پایان نرساند (انصراف در مرحله x) |
| DNS-x    | آغاز نکرد (عدم شرکت در مرحله x)     |
| اخراج    | اخراج شد                            |
| ناموجود  | مسابقه/رده‌بندی انجام نشد            |
| بی‌رتبه   | در رده‌بندی گنجانده نشد              |